# Cá chày đất
Cá chày đất (danh pháp hai phần: Spinibarbus caldwelli) là một loài cá trong họ Cá chép thuộc bộ Cypriniformes.
Chiều dài thân có thể đạt 50 cm
Loài cá này sinh sống ở vùng nước ngọt. Khu vực phân bố gồm Lào, Việt Nam, Trung Quốc.
Là loài cá ăn tạp nhưng thức ăn chủ yếu thường là sâu bọ, cá nhỏ hơn. Cho nên chúng thuộc về nhóm cá săn mồi.
Tại Việt Nam cá chày đất chủ yếu phân bố ở các tỉnh miền núi phía bắc, chúng sinh sống và sinh sản những dòng sông, suối, có môi trường nước sạch, nhưng do tình trạng đánh bắt tận diệt nên loài cá này ngày càng hiếm và đang có nguy cơ tuyệt chủng cao.
Spinibarbus caldwelli cho tới gần đây vẫn được coi là đồng nghĩa muộn của S. hollandi Oshima, 1919 phân bố ở Đài Loan, do sự mơ hồ trong các đặc trưng chẩn đoán. Theo Tang et al. (2005) thì Spinibarbus caldwelli dường như là loài hợp lệ. Do đó cần có thêm nghiên cứu để xác nhận tình trạng phân loại của loài này. Các tác giả cũng cho rằng sự rẽ nhánh của 2 loài này diễn ra khoảng 5,6-4,9 triệu năm trước.